# Стьюарт (Виргиния)
Стьюарт (англ. Stuart) — город и административный центр округа Патрик  в штате Виргиния Соединённых Штатов Америки. По данным переписи 2020 года, численность населения составляла 1437 человек.

## Население
| 2010 | 2020  |
| ---- | ----- |
| 1408 | ↗1431 |